# Réel - Les sociaux-libéraux
Réel - Les sociaux-libéraux (en slovène : Zares – socialno liberalni, Zares) est un parti politique slovène de centre gauche, fondé en 2007 et dissous en 2015.

## Historique

### Fondation
Il est fondé le 12 mars 2007, par un groupe de sept députés de la Démocratie libérale slovène (LDS), principal parti du pays entre 1994 et 2004, emmenés par Gregor Golobič, ancien secrétaire général de la LDS. À la fin de cette même année, la formation appuie la candidature de l'indépendant Danilo Türk à l'élection présidentielle, qui s'impose très largement au second tour contre le conservateur Alojz Peterle.

### Percée en 2008
En 2008, avec 9,4 % des suffrages, Zares obtient 9 députés à l'Assemblée nationale. Le parti se classe alors au troisième rang des forces politiques slovènes, tandis que la LDS plonge à 5 % et 5 parlementaires.
Zares entre ensuite au gouvernement, dirigé par le social-démocrate Borut Pahor, dans lequel il obtient quatre ministères, dont celui de l'Économie, Golobič étant nommé ministre de la Science, tandis que Pavel Gantar est élu président de l'Assemblée. Les élections européennes qui se tiennent l'année suivante, en juin, voient la bonne tenu du parti, qui remporte 9,8 % des voix et fait élire l'ancien ministre des Affaires étrangères Ivo Vajgl au Parlement européen.

### Disparition en 2011
Cependant, le parti se retire en juin 2011 et s'effondre à seulement 0,7 % des voix aux élections législatives du 4 décembre suivant. Pavel Gantar remplace alors Golobič, le 15 février 2012, à la présidence. À la fin de l'année, le parti soutient, tout comme la LDS, le président sortant, Türk, à la présidentielle, mais ce dernier est nettement battu par Pahor lors du second tour. Absent des élections législatives de 2014, le parti est dissous un an plus tard.

## Positionnement
Zares est un parti de centre gauche, défendant le social-libéralisme. Il appartient au Parti de l'Alliance des libéraux et des démocrates pour l'Europe (ALDE) et l'Internationale libérale (IL), son député européen siégeant au groupe Alliance des démocrates et des libéraux pour l'Europe (ADLE).

## Résultats électoraux

### Élections législatives
| Année | %   | #      | Députés | Gouvernement                         |
| ----- | --- | ------ | ------- | ------------------------------------ |
| 2008  | 9,4 | 3e     | 9 / 90  | Pahor (2008-2011), opposition (2011) |
| 2011  | 0,7 | 12e () | 0 / 90  | Extra-parlementaire                  |
| 2014  | 0,0 |        | 0 / 90  | Absent                               |

### Élections européennes
| Année | %   | #      | Députés | Groupe              |
| ----- | --- | ------ | ------- | ------------------- |
| 2009  | 9,8 | 5e     | 1 / 7   | ADLE                |
| 2014  | 1,0 | 14e () | 0 / 8   | Extra-parlementaire |